# Sweetie Fox
Sweetie Fox, také vystupující pod jménem MoonFleur, (* 25. června 2001 Jekatěrinburg) je ruská pornoherečka, modelka a cosplayerka.

## Životopis

### Raný život
Narodila se 25. června 2001 v Jekatěrinburgu. Již od dětství se zajímala o videohry a kresbu. Během základní školy ji bavilo sledování kreslených seriálů, čtení mangy a hraní videoher, což ji později přivedlo ke cosplayi. V roce 2019 začala na sociálních médiích zveřejňovat své nahé fotografie.
V roce 2019 se zaregistrovala na Pornhubu a společně se svým partnerem zde i následně začala nahrávat videa, mnohdy převlečena za různé videoherní či anime postavy.
V roce 2022 vyhrála svou první cenu během udílení cen Pornhub Awards v kategorii „Nejoblíbenější cosplayerka“. V roce 2023 se umístila v žebříčku 20 nejlepších ruských pornohereček časopisu Maxim.
V lednu 2024 obsadila 1. místo v žebříčku nejoblíbenějších modelek na Pornhubu. Téhož roku se také poprvé objevila na obálce časopisu AVN.

## Osobní život
Ve svém volném čase se věnuje šermu, boji šavlí a ručním pracím. Studuje dějiny umění a velmi dbá na udržování své fyzické kondice.

## Ocenění a nominace
| Rok  | Cena              | Kategorie                    | Výsledek  |
| ---- | ----------------- | ---------------------------- | --------- |
| 2021 | AltPorn Award     | Best Clip Artist of the Year | nominace  |
| 2022 | AltPorn Award     | Best Clip Artist of the Year | nominace  |
| 2022 | Bazowie Award     | Best Clip Artist of the Year | nominace  |
| 2022 | Pornhub Award     | Nejoblíbenější cosplayerka   | vítězství |
| 2023 | Bazowie Award     | Nejlepší cosplayerka Kawaii  | nominace  |
| 2023 | Bazowie Award     | Best Fandom Clip Artist      | nominace  |
| 2023 | Pornhub Award     | Nejpopulárnější umělkyně     | nominace  |
| 2023 | Pornhub Award     | Nejpopulárnější amatérka     | vítězství |
| 2023 | Pornhub Award     | Nejoblíbenější cosplayerka   | nominace  |
| 2024 | AVN Award         | Nejúžasnější prsa            | nominace  |
| 2024 | AVN Award         | Nejoblíbenější cosplayerka   | vítězství |
| 2024 | Pornhub Award     | Nejoblíbenější cosplayerka   | vítězství |
| 2025 | Pornhub Award     | Nejpopulárnější amatérka     | vítězství |
| 2025 | XMA Creator Award | Cosplay tvůrkyně roku        | vítězství |